# Tolbo
Tolbo (mongolo: Толбо) è una città e un distretto nell'estremo ovest della Mongolia nella Provincia del Bajan-Ôlgij, si trova a 80 km dalla capitale Ôlgij e a sud del lago Tolbo. La città è prevalentemente abitata da kazaki poiché molto vicina al Kazakistan. 
Il clima è continentale. La temperatura media di gennaio è -15/-18 °C, a luglio 12/13 °C; le precipitazioni medie annuali nelle zone di montagna sono di 200/400 mm.
Nella zona ci sono ricche riserve di minerali ferrosi, marmo e biotite.